# アダム・アズヌ
- アダム・アズヌー[1]
- アダム・アズノウ[2]

アダム・アズヌ・ベン・シェイク（アラビア語: آدم أزنو بن الشيخ, Adam Aznou Ben Cheikh, 2006年6月2日 - ）は、スペイン・バルセロナ出身のサッカー選手。プレミアリーグ・エヴァートン所属。モロッコ代表。ポジションはディフェンダー。

## クラブ経歴

### 初期
モロッコ人の両親の下、スペインのバルセロナに生まれ、ダムでキャリアをスタートした。
2019年、バルセロナの下部組織に移籍した。

### バイエルン・ミュンヘン
2022年7月28日、バイエルン・ミュンヘンに移籍した。
2024年1月27日、トップチームに初招集され、アウクスブルク戦でベンチ入りを果たしたが出場機会は無かった。5月15日、2027年までのプロ契約を結んだ。
2024年11月2日、ウニオン・ベルリン戦でアルフォンソ・デイヴィスとの交代で途中出場し、トップチームデビューを果たした。12月10日、UEFAチャンピオンズリーグ・シャフタール・ドネツク戦でコンラート・ライマーとの交代で途中出場し、UEFAチャンピオンズリーグデビューを果たした。

#### レアル・バリャドリード
2025年2月3日、レアル・バリャドリードにローン移籍した。

### エヴァートン
2025年7月29日、エヴァートンに4年契約で移籍した。

## 代表経歴
2024年8月29日、モロッコA代表に初招集され、9月9日、アフリカネイションズカップ2025予選・レソト戦でA代表デビューを果たした。

## 個人成績

### クラブ
| クラブ                        | シーズン | リーグ                       | リーグ戦 | リーグ戦 | カップ戦 | カップ戦 | 国際大会 | 国際大会 | その他 | その他 | 合計 | 合計 |
| クラブ                        | シーズン | リーグ                       | 出場     | 得点     | 出場     | 得点     | 出場     | 得点     | 出場   | 得点   | 出場 | 得点 |
| ----------------------------- | -------- | ---------------------------- | -------- | -------- | -------- | -------- | -------- | -------- | ------ | ------ | ---- | ---- |
| バイエルン・ミュンヘンII      | 2023-24  | レギオナルリーガ・バイエルン | 11       | 0        | -        | -        | -        | -        | -      | -      | 11   | 0    |
| バイエルン・ミュンヘンII      | 2024-25  | レギオナルリーガ・バイエルン | 7        | 0        | -        | -        | -        | -        | -      | -      | 7    | 0    |
| バイエルン・ミュンヘンII      | 通算     | 通算                         | 18       | 0        | -        | -        | -        | -        | -      | -      | 18   | 0    |
| バイエルン・ミュンヘン        | 2023-24  | ブンデスリーガ               | 0        | 0        | 0        | 0        | 0        | 0        | 0      | 0      | 0    | 0    |
| バイエルン・ミュンヘン        | 2024-25  | ブンデスリーガ               | 2        | 0        | 0        | 0        | 1        | 0        | 1      | 0      | 4    | 0    |
| バイエルン・ミュンヘン        | 通算     | 通算                         | 2        | 0        | 0        | 0        | 1        | 0        | 1      | 0      | 4    | 0    |
| レアル・バリャドリード (loan) | 2024-25  | ラ・リーガ                   | 13       | 0        | -        | -        | -        | -        | -      | -      | 13   | 0    |
| エヴァートン                  | 2025-26  | プレミアリーグ               |          |          |          |          |          |          |        |        |      |      |
| 総通算                        | 総通算   | 総通算                       | 33       | 0        | 0        | 0        | 1        | 0        | 1      | 0      | 35   | 0    |

### 代表
| モロッコ代表 | 国際Aマッチ | 国際Aマッチ |
| 年           | 出場        | 得点        |
| ------------ | ----------- | ----------- |
| 2024         | 3           | 0           |
| 通算         | 3           | 0           |

## タイトル

### クラブ
バイエルン・ミュンヘン
- ブンデスリーガ: 2024-25